# Стара-Бяла (гмина)
Стара-Бяла (пол. Stara Biała) — сельская гмина (волость) в Польше, входит как административная единица в Плоцкий повет, Мазовецкое воеводство. Население — 9706 человек (на 2004 год).

## Демография
| Перепись                       | Всего   | Всего | Женщины | Женщины | Мужчины | Мужчины |
| ------------------------------ | ------- | ----- | ------- | ------- | ------- | ------- |
| Единицы                        | человек | %     | человек | %       | человек | %       |
| Население                      | 9706    | 100   | 4811    | 49,6    | 4895    | 50,4    |
| Плотность населения (чел./км²) | 87,3    | 87,3  | 43,3    | 43,3    | 44,1    | 44,1    |

## Сельские округа
1. Бяла
2. Броново-Кмеце
3. Броново-Залесе
4. Брвильно
5. Дзярново
6. Камёнки
7. Коберники
8. Ковалевко
9. Крущево
10. Маньково
11. Машево
12. Машево-Дуже
13. Милодруж
14. Нова-Бяла
15. Нове-Драгане
16. Нове-Пробощевице
17. Нове-Тшепово
18. Сребрна
19. Стара-Бяла
20. Старе-Пробощевице

## Поселения
1. Антонувка
2. Бяла-Парцеля
3. Людвиково
4. Нове-Броново
5. Огожелице
6. Пеньки
7. Посвентне
8. Тшебунь
9. Уляшево
10. Влочево
11. Вышина

## Соседние гмины
1. Гмина Бельск
2. Гмина Брудзень-Дужи
3. Гмина Гоздово
4. Гмина Новы-Дунинув
5. Плоцк
6. Гмина Радзаново